# Micheil Machwiladze
Micheil Machwiladze (ur. 22 lipca 1978 w Tbilisi) – gruziński piłkarz, grający na pozycji obrońcy, reprezentant Gruzji, od 2011 roku zawodnik Metalurgi Rustawi. W reprezentacji Gruzji zadebiutował w 2001 roku. Do 24 października 2013 roku rozegrał w niej jeden mecz.